# Hypoestes cernua
Hypoestes cernua är en akantusväxtart som beskrevs av Christian Gottfried Daniel Nees von Esenbeck. Hypoestes cernua ingår i släktet Hypoestes och familjen akantusväxter. Inga underarter finns listade i Catalogue of Life.